# Fabulous Tonight
Fabulous Tonight è l'album di debutto della cantante finlandese Mariko, pubblicato il 2 aprile 2008 su etichetta discografica Dynasty Recordings.

## Tracce
1. Time Has Come – 3:26 (Liisa Mariko Pajalahti, Pauli Rantasalmi)
2. Unstoppable – 3:33 (Liisa Mariko Pajalahti, Pauli Rantasalmi, Tatu Ferchen)
3. Mhm... – 3:30 (Liisa Mariko Pajalahti, Pauli Rantasalmi)
4. Step Up – 3:10 (Liisa Mariko Pajalahti, Pauli Rantasalmi)
5. Kill, Kill – 4:06 (Liisa Mariko Pajalahti, Pauli Rantasalmi, Tatu Ferchen)
6. Still Baby – 3:34 (Liisa Mariko Pajalahti, Pauli Rantasalmi)
7. Meow – 3:25 (Liisa Mariko Pajalahti, Pauli Rantasalmi)
8. Almost Honest – 2:52 (Liisa Mariko Pajalahti, Pauli Rantasalmi)
9. Sentimental Prison – 4:22 (Liisa Mariko Pajalahti, Pauli Rantasalmi)
10. Papasito – 4:13 (Liisa Mariko Pajalahti, Pauli Rantasalmi)

## Classifiche
| Classifica (2008) | Posizione massima |
| ----------------- | ----------------- |
| Finlandia         | 13                |